# فاست (مقراب)
فاست (بالصينية: 五百米口径球面射电望远镜) هو تلسكوب بني في الصين بقطر يبلغ 500 متر والذي ستستخدمه الصين لاستكشاف الفضاء والبحث عن الحياة خارج كوكب الأرض.
وبني هذا التلسكوب فوق جبل في إقليم قويتشو بجنوب غرب الصين.

## التاريخ
تم اقتراح إنشاء التلسكوب لأول مرة في عام 1994. بعد دراسة على مدار 10 سنوات، قرر العلماء الصينيون، بناء التلسكوب فوق جبل في إقليم قويتشو جنوبى غربى الصين، ليكون بعيدًا عن السكان. تمت الموافقة على المشروع من قبل اللجنة الوطنية للتنمية والإصلاح في يوليو 2007. تم نقل قرية مؤلفة من 65 شخصًا من الوادي لإفساح المجال للتلسكوب وتم نقل 9110 شخصًا إضافيًا يعيشون في دائرة نصف قطرها 5 كيلومترات من التلسكوب لإنشاء منطقة الهدوء اللاسلكية. حاولت حوالي 500 عائلة مقاضاة الحكومة المحلية. اتهم القرويون الحكومة بالهدم القسري والاحتجاز غير القانوني وعدم تقديم تعويض. أنفقت الحكومة الصينية حوالي 269 مليون دولار في صناديق الإغاثة من الفقر والقروض المصرفية لإعادة توطين السكان المحليين، بينما كلف بناء التلسكوب نفسه 180 مليون دولار.
في 26 ديسمبر 2008، أقيم حفل وضع الأساس في موقع البناء. بدأ البناء في مارس 2011، وتم تركيب اللوحة الأخيرة في صباح يوم 3 يوليو 2016.
كانت الميزانية الأصلية تبلغ 700 مليون يوان صيني، وبلغت التكلفة النهائية 1.2 مليار يوان صيني (180 مليون دولار أمريكي). كانت الصعوبات الكبيرة التي تمت مواجهتها هي الموقع البعيد وضعف الوصول إلى الطرق، والحاجة إلى إضافة حماية لقمع تداخل التردد اللاسلكي (RFI) من مشغلات المرآة الأساسية. لا تزال هناك مشاكل مستمرة مع معدل فشل مشغلات المرآة الأولية.
بدأت عمليات الاختبار في 25 سبتمبر 2016. جهود الحكومة المحلية لتطوير صناعة السياحة حول التلسكوب تسبب بعض القلق بين علماء الفلك القلقين بشأن الهواتف المحمولة القريبة التي تعمل كمصادر للتداخل الراديوي. من المتوقع أن يجبر 10 ملايين سائح في عام 2017 المسؤولين على اتخاذ قرار بشأن أهمية المهمة العلمية مقارنة بالفوائد الاقتصادية للسياحة.

## المواصفات

مقارنة بين فاست (الوسط) و RATAN-600 (الأسفل) و آريسبو (الاعلي)

يعتبر فاست أكبر تلسكوب يلتقط موجات الراديو في العالم، والذى يستخدم في أبحاث الفضاء والبحث عن حياة خارج كوكب الأرض، ويبلغ قُطر التلسكوب 500 متر، ويمتلك منطقة استقبال بمساحة تُعادل حوالى 30 ملعبًا لكرة القدم. يعد فاست ثاني أكبر تلسكوب لاسلكي في العالم بعد RATAN-600 في روسيا ,يعادل حجم فاست تقريباً ضعفي حجم مرصد آريسبو في بورتو ريكو، والذي يساوي قطره 300 متر. يقول أحد العلماء المشاركين في بناء فاست أنه إذا ما تم ملء صحن التلسكوب بالنبيذ، فسيكون هناك ما يكفي لإعطاء 5 زجاجات لكل شخص من سكان الأرض البالغ عددهم 7 مليار. يتيح فاست مراقبة ترددات الراديو بين 70 ميجاهرتز و 3 جيجاهرتز. من المخطط رفع الحد الأعلى إلى 8 جيجا هرتز. يعطي العاكس المتحرك أقصي زاوية سمت الرأس +/- 40 درجة مما يجعل من الممكن متابعة الكائن المرصود لمدة 4 إلى 6 ساعات. يتم إجراء التغيير في التصويب في أقل من 10 دقائق ودقته 8 ثوان قوسية. المواصفات الأخرى هي :
- عدد البؤرة : 0.4665.
- الدقة الزاوية: 2.9 دقيقة القوس.
- حساسية النطاق : ~ 2000.
- درجة حرارة النظام: ~ 20 ك.

## أهداف المشروع
الأهداف العلمية الرئيسية هي:
- تحديد توزيع خط الهيدروجين في الكون القريب، مما يجعل من الممكن تحديد خصائص المادة المظلمة.
- تعداد النجوم النابضة في المجرة، والتي تم اكتشاف ما يقرب من 2000 منها حتى الآن، والتي وفقًا للحسابات النظرية تمثل 3 ٪ فقط من العدد الإجمالي.
- المشاركة في قياس تداخل مديد القاعدة.
- الكشف عن جزيئات الأقراص حول النجمية والوسط بين نجمي بما في ذلك OH و CH3OH و 12 جزيئًا آخر.
- الكشف عن إشارات من حضارات خارج كوكب الأرض.

## الهوائي
عندما تم تشغيل التلسكوب، كان يحتوي على 9 هوائيات تغطي نطاق التردد بين 70 ميجاهرتز و 3 جيجاهرتز. تم بناء هذه المرافق بالتعاون مع دول أخرى. في نهاية عام 2019 ، تم إنشاء تسعة عشر فرعًا.
| إسم الهوائي | التردد (ميجا هرتز) | الاستقطاب | عدد الحزم | متوسط التردد | كسب الهوائي | إجمالي درجة حرارة النظام |
| ----------- | ------------------ | --------- | --------- | ------------ | ----------- | ------------------------ |
| B01         | 70-140             | دائري     | 1         | 300-370      | 71          | <100                     |
| B02         | 140-280            | دائري     | 1         | 300-440      | 72          | <80                      |
| B03         | 280-560            | دائري     | 1         | 300-580      | 73          | <40                      |
| B04         | 560-1020           | دائري     | 1         | 70-530       | 75          | <10                      |
| B05         | 320-334            | دائري     | 1         | 70-84        | 85          | <40                      |
| B06         | 550-640            | دائري     | 1         | 300-390      | 82          | <10                      |
| B07         | 1150-1720          | دائري     | 1         | 70-640       | 78          | <10                      |
| B08         | 1230-1530          | مستقيم    | 19        | 300-600      | 80          | <10                      |
| B09         | 2000-3000          | دائري     | 1         | 70-1070      | 75          | <10                      |

## فريق المشروع
المبادر ومؤسس المشروع هو نان ريندونغ، الباحث في المرصد الفلكي الوطني التابع للأكاديمية الصينية للعلوم. منذ عام 1994، كان مسؤولاً عن اختيار الموقع، والبحث المسبق، والموافقة على المشروع، ودراسة الجدوى والتصميم الأولي للمشروع، وصياغة الأهداف العلمية، وتوجيه البحث والاختبار لمختلف التقنيات الرئيسية. كما شغل منصب كبير العلماء  وكبير المهندسين في «تشاينا سكاي آي» خلال حياته.
واجهت إدارة المشروع دائمًا صعوبة في العثور على موظفين للعمل علي التلسكوب.حيث يتطلب عددًا كبيرًا من الموظفين. بسبب موقعه البعيد، من الصعب جذب علماء الفلك، مما يجعل من غير المحتمل أن يتم تشغيل التلسكوب بالكامل لفترة طويلة من الزمن. نظرًا لعدم وجود علماء فلك موجات راديوية تقريبًا في الصين، يقومون بتعيين موظفين دوليًا، براتب ليس كبيراً، ويخشى الكثير من الناس من أن إدارة هذا المشروع عالي المستوى ستكون صارمة للغاية.

## وصلات خارجية
- الموقع الرسمي